# Кубок Ліг
Кубок Ліг — це щорічне змагання з футболу між клубами таких ліг як Major League Soccer (MLS) і Прімера Дивізіон у Північній Америці. У перших змаганнях, які розпочалися у липні 2019 року участь взяли по чотири команди з кожної ліги, які змагались за олімпійською системою. Фінал відбувся 18 вересня 2019 року в Лас-Вегасі.
У 2023 році турнір було розширено, а саме включено всі клуби з MLS і мексиканської Прімери Дивізіон, тим самим ставши регіональним кубком для цих ліг. За результатами турніру три найкращі команди Кубка ліг кваліфікуються на Лігу чемпіонів КОНКАКАФ, а чемпіон отримує путівку до 1/8 фіналу.
Двічі цей трофей вигравали українські футболісти. Переможцем Кубка Ліг 2023 року став Сергій Кривцов, який виступав в складі «Інтер Маямі», а Кубок Ліг 2024 у складі «Коламбус Крю» виграв Євген Чеберко.

## Формат турніру
У розіграші Кубка ліг 2019 року вісім клубів (по-чотири з кожної ліги) брали участь у турнірі за олімпійською системою, при чому в перших двох раундах господарем матчів були клуби MLS. У першом турнірі окремих команд-учасниць від MLS запрошували, проте надалі планувалось кваліфікувати команди за результатами виступу в лізі. Чвертьфінали першого турніру відбулися 23–24 липня, а півфінали — 20 серпня. Перший фінал турніру відбувся 18 вересня на стадіоні Сем Бойд у Лас-Вегасі, штат Невада.
Починаючи з розіграшу 2023 року, Кубок ліг включає всі команди MLS і мексиканської Прімери Дивізіон — загалом 47 команд, які мають провести 77 матчів в США та Канаді. 15 найкращих команд з кожної ліги будуть розподілені між 15 групами за результатами турнірної таблиці відповідної ліги за попередній сезон. Решта команд відповідних ліг відбираються у стикових матчах між географічно близькими командами (за чотирма регіонами: східний, західний, центральний та південний). На груповому етапі відбудуться три матчі по коловій системі, з яких дві кращі команди виходять у плей-офф. До плей-офф також попадатимуть чемпіони відповідних ліг з МЛС і мексиканських Апертура і Клаусура. Плей-офф відбуватиметься за визначеною сіткою.

## Історія
Клуби MLS і Прімера Дивізіон раніше грали в північноамериканській Суперлізі, яка проходила з 2007 по 2010 роки. Обидві ліги також делегували клуби в Лігу чемпіонів КОНКАКАФ, де домінують мексиканські клуби, і Чемпіонат чемпіонів. При цьому проводився матч між переможцями Кубка МЛС і Чемпіоната чемпіонів. Обидві ліги почали планувати міжнародне змагання з восьми команд, щоб доповнити наявні турнри та забезпечити мексиканським клубам матчі, які замінять Копа Лібертадорес у їхньому календарі вже у 2018 році. Оголошення про партнерство між лігами вібулось в березні 2018 року та передбачало крм іншого вивчення варіантів для інших двонаціональних змагань між їхніми клубами.

### 2019
Турнір «Кубок Ліги» був оголошений 29 травня 2019 року, як кубок у якому беруть участь вісім команд. Оголошення про проведення турніру було розкритиковане футбольними критиками в Сполучених Штатах Америки, які назвали його безглуздим товариським матчем і «зароблянням грошей» для американських клубів. Асоціація гравців MLS також висловила занепокоєння з приводу створення турніру за перевантаженого розкладу МЛС влітку. Пізніше було оголошено, що фінал кубку відбудеться на стадіоні Сем Бойд у Лас-Вегасі. Контракт на трансляцію турніру було укладено з ESPN і TUDN. Ця подія також транслювалася на TSN і TVA Sports в Канаді та Televisa в Мексиці.
У липні 2019 року ліги оголосили, що у другому розіграші Кубка ліг у 2020 році братимуть участь 16 команд — по вісім із кожної ліги. Учасники MLS мали бути обрані з чотирьох кращих команд у кожній конференції, які не пройшли кваліфікацію до Ліги чемпіонів КОНКАКАФ, а учасники мексиканської ліги включатимуть чемпіона Апертури 2019 року, чемпіона Клаусура 2020 року, чемпіона Кубка мексиканської ліги 2019—2020 років і п'ять наступних команд з найкращими результатами в лізі.

### 2020
Турнір було скасовано 19 травня 2020 року через пандемію COVID-19.

### 2021
У 2021 році відбувся турнір у форматі восьми команд, який проходив у серпні та вересні. У фіналі турніру, який відбувся на Елліджент-стедіум у Лас-Вегасі мексиканський клуб Леон переміг Сіетл Саундерз, який першим з клубів США попав у фінал змагань.

### 2022
14 квітня 2022 року ліги оголосили про проведення Кубка ліг 2022 року, яке відбудеться 3 серпня 2022 року на стадіоні SoFi в Інглвуді, Каліфорнія. Заплановано було проведення матчів між «Лос-Анджелес Гелаксі» проти мексиканського футбольного клубу «Гвадалахара» та ФК Лос-Анджелес проти Клубу «Америка» з Мехіко. 30 червня 2022 року було оголошено, що кубок буде розширено і включатиме ще три матчі — ФК «Цинцинаті» проти ФК Гвадалахара на стадіоні TQLу Цинциннаті, штат Огайо; ФК «Нешвілл» проти Клубу «Америка» на стадіоні Geodis Park Нашвіллі, штат Теннессі, заплановані на 21 вересня; і ФК «Реал Солт-Лейк» проти ФК «Атлас» з Гвадалахари на стадіоні Ріо Тінто Стедіум в Санді, штат Юта, заплановані на 22 вересня. Ці події мали стати заміною раніше запланованого Кубка ліг 2022 року, який не проводився через перевантаженість розкладу через Чемпіонат світу з футболу 2022 та інші фактори.

### 2023
З 2023 року в Кубку ліг змагаються всі клуби ліг протягом місячної паузи у відповідних сезонах, при цьому фіналісти та команда, які посіли третє місце, отримають три місця в Лігу чемпіонів КОНКАКАФ, а переможець кваліфікується безпосередньо до 1/8 фіналу. Переможцем турніру став «Інтер Маямі», який у фінальному матчі переміг «Нашвілл» в серії пенальті з рахунком 10-9 (1-1 в основний час). Ліонель Мессі («Інтер Маямі») був визнаний найкращим гравцем турніру, а також став найкращим бомбардиром (10 голів). Найкращим воротарем був визнаний Дрейк Каллендер з «Інтер Маямі».

## Трофей
Трофей Кубка ліги був представлений у вересні 2019 року і складається зі срібної чаші вагою 22 10,0 кг на п'єдесталі. Він має 42 см у висоту та 41 см у ширину. Копія кубка має бути подарована переможцю через 12 місяців разом з оригінальним кубком.

## Трансляція
З 2023 року всі матчі Кубка ліг транслюються по всьому світу на MLS Season Pass, платформі онлайн-стрімінгу, якою керує Apple під брендом Apple TV. Усі матчі коментуються англійською та іспанською мовами, тоді як матчі за участю канадських команд також коментуються французькою. Вибрану групу матчів також планується транслювати телевізійними мережами з використанням власних знімальних груп, включаючи Fox Sports і TelevisaUnivision у Сполучених Штатах Америки; і TSN і RDS в Канаді.

## Фінали
| Рік  | Переможець                                                              | Результат                                                               | Фіналіст                                                                | Місце проведення                                                        | Відвідуваність (глядачі)                                                |
| ---- | ----------------------------------------------------------------------- | ----------------------------------------------------------------------- | ----------------------------------------------------------------------- | ----------------------------------------------------------------------- | ----------------------------------------------------------------------- |
| 2019 | Крус Асуль                                                              | 2–1                                                                     | УАНЛ Тигрес                                                             | Сем Бойд, Лас-Вегас                                                     | 20,132                                                                  |
| 2020 | Відмінений через епідемію Коронавірусної хвороби 2019                   | Відмінений через епідемію Коронавірусної хвороби 2019                   | Відмінений через епідемію Коронавірусної хвороби 2019                   | Відмінений через епідемію Коронавірусної хвороби 2019                   | Відмінений через епідемію Коронавірусної хвороби 2019                   |
| 2021 | Леон                                                                    | 3–2                                                                     | Сіетл Саундерз                                                          | Елліджент-стедіум, Парадайз, Невада                                     | 24,824                                                                  |
| 2022 | Проведені тільки товариські матчі між представниками ліг США та Мексики | Проведені тільки товариські матчі між представниками ліг США та Мексики | Проведені тільки товариські матчі між представниками ліг США та Мексики | Проведені тільки товариські матчі між представниками ліг США та Мексики | Проведені тільки товариські матчі між представниками ліг США та Мексики |
| 2023 | Інтер Маямі                                                             | 1–1 (по пен. 10:9)                                                      | Нашвілл                                                                 | Geodis Park, Нашвілл, Теннессі                                          | 30,109                                                                  |
| 2024 | Коламбус Крю                                                            | 3–1                                                                     | Лос-Анджелес                                                            | Lower.com Філд, Колумбус, Огайо                                         | 20,190                                                                  |

## Призери
| Клуб           | Перемоги | Фіналіст | Рік перемоги | Рік участі в фіналі |
| -------------- | -------- | -------- | ------------ | ------------------- |
| Крус Асуль     | 1        | 0        | 2019         |                     |
| Леон           | 1        | 0        | 2021         |                     |
| Інтер Маямі    | 1        | 0        | 2023         |                     |
| Коламбус Крю   | 1        | 0        | 2024         |                     |
| УАНЛ Тигрес    | 0        | 1        |              | 2019                |
| Сіетл Саундерз | 0        | 1        |              | 2021                |
| Нашвілл        | 0        | 1        |              | 2023                |
| Лос-Анджелес   | 0        | 1        |              | 2024                |